# Catocala clara
Catocala clara là một loài bướm đêm trong họ Erebidae.